# Parametri orbitali di Tritone
A differenza di tutti gli altri principali satelliti naturali del sistema solare, Tritone possiede un'orbita retrograda (ovvero ruota attorno a Nettuno in senso opposto rispetto al verso di rotazione del pianeta su se stesso); questa caratteristica è presente solo in alcuni satelliti minori presenti nel sistema solare esterno, il maggiore dei quali, Febe, possiede solo lo 0,03% della massa di Tritone. L'orbita retrograda rende evidente che Tritone non può essersi formato nella stessa regione della nebulosa solare di Nettuno, ma è con tutta probabilità un oggetto della fascia di Kuiper catturato in un secondo momento.
Un'altra caratteristica relativamente unica dell'orbita di Tritone, dovuta alle intense forze mareali esercitate da Nettuno, è la sua estrema circolarità; la sua eccentricità è pari a zero fino a sedici cifre decimali dopo la virgola. L'effetto è dovuto alla relativa vicinanza del satellite al pianeta madre, approssimativamente pari a quella della Luna dalla Terra.
Tritone precede Nettuno nella sua orbita, con un periodo di 678 anni terrestri, corrispondenti a 4,1 anni nettuniani.

## Decadimento dell'orbita
A causa del moto retrogrado le forze di marea stanno facendo lentamente decadere l'orbita di Tritone, già assai vicino a Nettuno, e si prevede che entro i prossimi 3,6 miliardi di anni entrerà nel limite di Roche del pianeta, quindi Tritone colliderà con l'atmosfera di Nettuno o andrà a formare un nuovo anello planetario attorno al pianeta.

## Ciclo delle stagioni

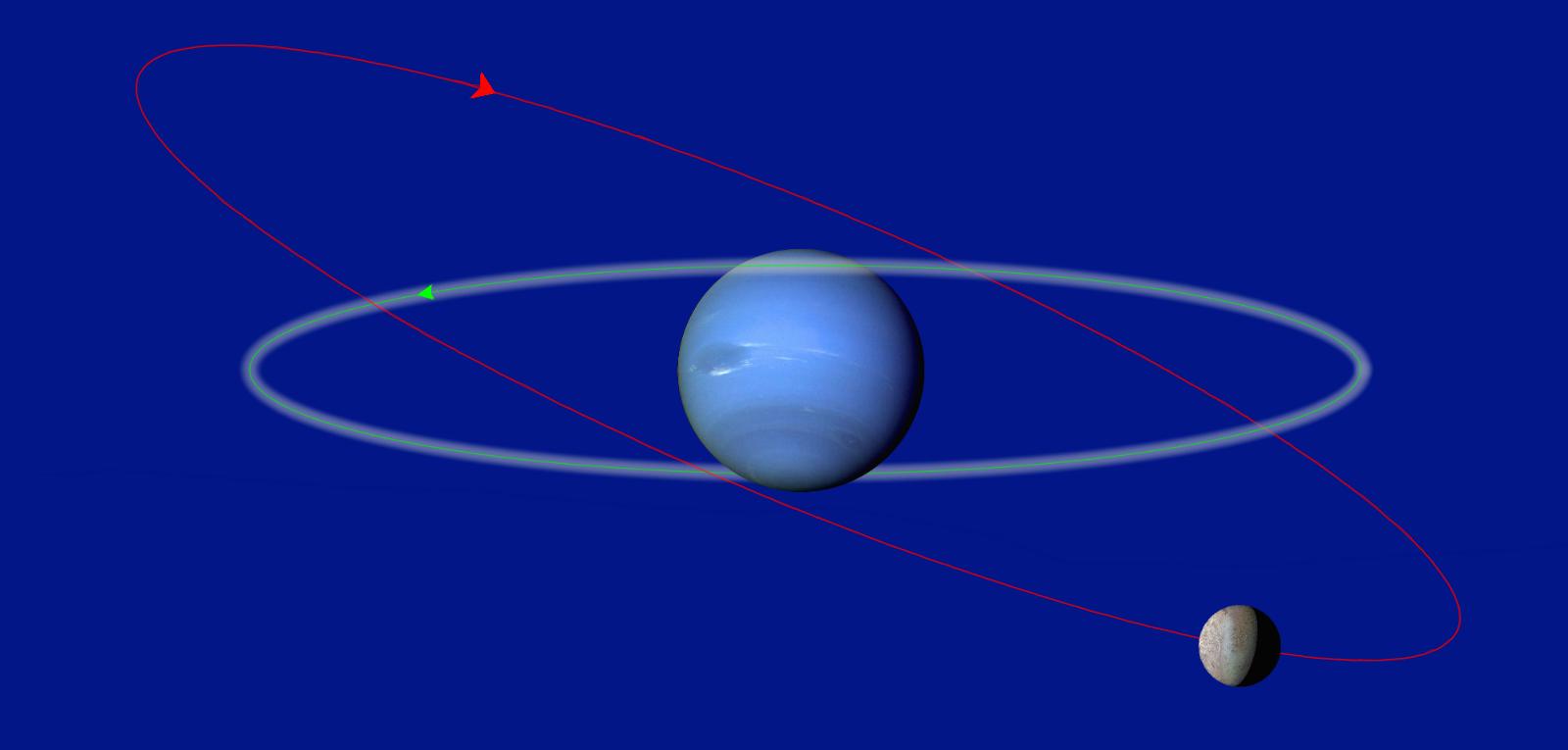
L'orbita di Tritone (in rosso) è retrograda e inclinata rispetto al piano orbitale di Nettuno (in verde).

Anche l'asse di rotazione di Tritone è insolito, e mostra un'inclinazione di 157 gradi rispetto all'asse di Nettuno (un'inclinazione superiore a 90° indica un moto retrogrado), a sua volta inclinato di 30 gradi rispetto al piano dell'orbita. L'inclinazione complessiva oscilla tra 127° e 173° e attualmente ha un valore attorno a 130°.
La conseguenza dei due fenomeni è che l'asse di rotazione di Tritone punta quasi direttamente verso il Sole, similmente a quanto avviene per il pianeta Urano. Seguendo Nettuno nell'orbita intorno al Sole, i poli di Tritone si alternano nell'esposizione diretta alla luce solare, dando probabilmente origine a radicali cambi stagionali. All'epoca del sorvolo da parte della Voyager 2,  Tritone rivolgeva verso il Sole il proprio polo sud; l'emisfero meridionale del satellite è allora apparso quasi interamente coperto da una cappa di azoto e metano ghiacciati.
Tritone è in rotazione sincrona con Nettuno e gli mostra pertanto sempre la stessa faccia; l'equatore è quasi esattamente allineato al piano orbitale. Attualmente l'asse di rotazione di Tritone è inclinato di circa 40° rispetto al piano orbitale di Nettuno, il che comporta che durante il suo periodo di rivoluzione ciascuno dei poli punterà a un certo punto verso il Sole, come fanno anche i poli di Urano. Di conseguenza anche i poli di Tritone saranno alternativamente volti verso il Sole, variando così la loro illuminazione e innescando delle variazioni di tipo stagionale, come è stato recentemente osservato.